# Гермак Роман Романович
Гермак Роман Романович (19 серпня 1943, с. Бреликів, Лемківщина, нині ґміна Устрики-Долішні, Польща — 16 жовтня 1995, м. Тернопіль) — український художник. Член СХУ (1978).

## Життєпис
1945 був переселений із батьками в Україну, до 1963 проживав у Бережанах.
Закінчив Одеське художнє училище (1970) і Київський художній інститут (1976).
Від 1978 жив і працював у Тернополі.
1983—1986 — відповідальний секретар Тернопільської обласної організації СХУ.

## Творчість
Працював у жанрі плаката (серія «Письменники-класики»), гобелена (зображення Іванни Блажкевич, Леся Курбаса, Богдана Лепкого, Юліана Опільського, Тараса Шевченка та ін.), мозаїки і монументального розпису, акварелі.
Учасник всеукраїнських і міжнародних виставок; індивідуальної — 1993 в Тернополі (спільно з дружиною Людмилою та сином Станіславом).